# Kopete
Kopete ist ein freier Instant Messenger für verschiedene Protokolle. Das Programm ist Teil der KDE Software Compilation 4. Der Name leitet sich vom chilenischen Wort Copete ab und bedeutet so viel wie „alkoholische Getränke“. Die zentrale Kommunikationskomponente KDE-Telepathy ist designierter Nachfolger innerhalb von KDE.

## Besonderheiten
Kopete unterstützt die verbreiteten Instant-Messaging-Protokolle XMPP/Jabber (Google Talk, Nokia OVI, Facebook Chat, …), OSCAR (AIM, ICQ), MSNP (MSN) und YMP (Yahoo!). Darüber hinaus unterstützt er Gadu-Gadu, Novell GroupWise, Lotus Sametime und SMS.
Dabei können auch mehrere Profile eines gleichen Protokolls genutzt werden. Außerdem ist es möglich, verschiedene Profile anderer Nutzer unter einem Meta-Namen zusammenzufügen. Ebenso kann das Profil des Kopete-Nutzers unter einem Gesamt-Profil zusammengefasst werden.

## Versionsgeschichte
Ab der Version 0.11 gibt es ebenfalls die Möglichkeit, Webcams einzusetzen. Unterstützt wird dies zurzeit bei den Protokollen Yahoo! und MSN.
Ab Version 0.12 steht eine experimentelle Unterstützung für die XMPP-Audio-Erweiterung Jingle zur Verfügung. Des Weiteren wurde in dieser Version die Theme-Technik des Chat-Fensters gegen eine Adium-kompatible Technik ausgetauscht. Die Änderung ermöglicht es, die gleichen Themes unter beiden Programmen zu nutzen.
Ab Version 0.50 basiert Kopete auf KDE 4, bietet eine verbesserte Benutzeroberfläche und unterstützt Dateitransfers mittels ICQ und AIM.
Über ein mitgeliefertes Modul sind mit Kopete auch per Off-the-Record Messaging verschlüsselte Unterhaltungen möglich. Ein weiteres enthaltenes Modul ermöglicht auch die Verschlüsselung per OpenPGP-Standard, was allerdings keine Abstreitbarkeit und keine Folgenlosigkeit (bei Aufdecken des privaten Schlüssels) bietet.